# V966 Геркулеса
V966 Геркулеса (лат. V966 Herculis), HD 161287 — одиночная переменная звезда в созвездии Геркулеса на расстоянии приблизительно 704 световых лет (около 216 парсек) от Солнца. Видимая звёздная величина звезды — от +8,11m до +8,01m.

## Характеристики
V966 Геркулеса — жёлто-белая пульсирующая переменная звезда типа Дельты Щита (DSCTC) спектрального класса F1IV, или F2IV, или F2V*, или F2. Масса — около 2,02 солнечной, радиус — около 3,271 солнечного, светимость — около 23,573 солнечной. Эффективная температура — около 7060 K.

## Планетная система
В 2019 году учёными, анализирующими данные проектов HIPPARCOS и Gaia, у звезды обнаружена планета.